# Stereo Hearts
Stereo Hearts - singel Gym Class Heroes, pochodzący z ich albumu pt. The Papercut Chronicles II, nagrany w 2011, z gościnnym występem Adama Levine'a.

## Opis
Wyprodukowana przez Benny'ego Blanco i RoboPopa piosenka zaczyna się od hooka wykonywanego przez Levine'a, który porównuje swoją miłość z muzyką. Następnie Travis McCoy rapuje o swoim ideale dziewczyny, używając metafor do muzyki.

## Teledysk
Teledysk przedstawia zespół grający w centrum Nowego Jorku, oraz jego cienie, które poruszają się niezależnie od swoich właścicieli. Adam Levine ukazany jest na telewizorach w sklepie RTV.
Powstało także lyric video, przedstawiające mężczyznę i kobietę, którzy wykonują swoje codzienne czynności, słuchając radia, a w finalnej scenie spotykają się w parku. W ciągu miesiąca obejrzało go na Youtube 2 miliony osób.

## Wydania
- Digital download[7]

1. "Stereo Hearts (feat. Adam Levine)" - 3:31

- Singel CD w Niemczech[8]

1. "Stereo Hearts (feat. Adam Levine)" - 3:31
2. "Stereo Hearts (feat. Adam Levine) [Soul Seekers Retronica Extended Mix]"